# Adolf Meyer (psychiatra)
Adolf Meyer (ur. 13 września 1866 w Niederweningen, zm. 17 marca 1950 w Baltimore) – szwajcarsko-amerykański psychiatra, przewodniczący Amerykańskiego Towarzystwa Psychiatrycznego i Amerykańskiego Towarzystwa Neurologicznego (w 1922). Wprowadził termin psychobiologii.

## Życiorys
Jego ojcem był teolog Rudolf Meyer (Meier) (1836–1889). Tytuł doktora medycyny otrzymał na Uniwersytecie Zuryskim, gdzie uczył się neurologii u Auguste Forela i neuropatologii u Constantina von Monakowa. W 1892 ukończył studia i emigrował do Stanów Zjednoczonych. Początkowo związany z Uniwersytetem Chicagowskim, w latach 1893–1895 praktykował jako patolog w szpitalu psychiatrycznym w Kankakee, po czym od 1895 do 1902 pracował w szpitalu stanowym w Worcester. W 1902 został mianowany dyrektorem Pathological Institute of the New York State Hospital, na krótko przed jego przemianowaniem na Psychiatric Institute. Był profesorem psychiatrii na Uniwersytecie Cornella od 1904 do 1909 i od 1910 do 1941 na Uniwersytecie Johnsa Hopkinsa.